# Lingua figiana
La lingua figiana o figiano è una lingua austronesiana parlata nelle Figi. Conta 350 000 parlanti come prima lingua, cifra che non raggiunge la metà degli abitanti delle isole, ma ne conta altri 300 000 che la parlano come seconda lingua.
La Costituzione del 1997 delle Figi ha stabilito il figiano come lingua ufficiale delle Figi, insieme all'hindi figiano ed all'inglese, mentre è ancora in discussione l'adozione della stessa come lingua nazionale, anche se le altre due rimarrebbero comunque ufficiali.
Il figiano standard detto orientale è quello parlato nell'isola di Bau, ed è parte delle lingue oceaniche orientali e delle lingue del Pacifico centrale. Il figiano occidentale (Western Fijian) è un'altra lingua della stessa famiglia, parlata da circa 60.000 locutori.

## Fonologia
I fonemi della consonanti del figiano si organizzano come nella seguente tavola:
|               |               | Bilabiale | Labio- dentale | Dentale e alveolare | Palatale | Velare |
| ------------- | ------------- | --------- | -------------- | ------------------- | -------- | ------ |
| Nasale        | Nasale        | m         |                | n                   |          | ŋ      |
| Occlusiva     | sorda         | (p)       |                | t                   |          | k      |
| Occlusiva     | prenasale     | mb        |                | nd                  |          | ŋɡ     |
| Fricativa     | Fricativa     | β         | (f)            | s ð                 |          | (x)    |
| vibrante      | piana         |           |                | r                   |          |        |
| vibrante      | prenasale     |           |                | nr                  |          |        |
| Approssimante | Approssimante |           |                | l                   | j        | w      |

I suoni [p] e [f] si trovano solo in prestiti da altre lingue. I suoni [x] e [h] vengono pronunciati solo in determinate regioni.
I fonemi delle vocali sono organizzati come segue:
|        | Anteriori | Anteriori | Centrali | Centrali | Posteriori | Posteriori |
| brevi  | lunghe    | brevi     | lunghe   | brevi    | lunghe     |            |
| ------ | --------- | --------- | -------- | -------- | ---------- | ---------- |
| Chiuse | i         | iː        |          |          | u          | uː         |
| Medie  | e         | eː        |          |          | o          | oː         |
| Aperte |           |           | a        | aː       |            |            |

|                       | Approssimando a /i/ | Approssimando a /u/ |
| --------------------- | ------------------- | ------------------- |
| Prima componente: /e/ | ei̯                  | eu̯                  |
| Prima componente: /o/ | oi̯                  | ou̯                  |
| Prima componente /a/  | ai̯                  | au̯                  |

In più, esiste il dittongo crescente i̯u.
Le sillabe possono essere formate da consonanti seguite da una vocale o da singole vocali 
L'accentazione si basa sulle more; una vocale breve conta come una mora, dittonghi e vocali lunghe come due. 
L'accentazione di primo livello va dunque alla penultima mora della parola. Per cui, se l'ultima sillaba di una parola è breve, allora la sua penultima sillaba sarà accentata. Se l'ultima sillaba è una vocale lunga o un dittongo, l'ultima sillaba avrà un accento di primo livello. L'accentazione può cambiare se alla radice viene attaccato un suffisso.
Esempi
- Accento alla penultima sillaba (con vocale breve alla fine): síga, "giorno";
- Accento all'ultima sillaba (dittongo): cauravóu, "giovinezza" (l'accentazione si estende a tutto il dittongo).
- Cambio di accentazione: rábe, "calcio" → rabé-ta, "calcio-TR"[3]

## Ortografia
L'alfabeto figiano è basato su quello latino e si compone delle seguenti lettere:
A B C D E F G H I J K L M N O P Q R S T U V W X Y Z
a b c d e f g h I l m n o p q r s t u v w x y z
Tra le consonanti c'è quasi una corrispondenza univoca tra lettere e fonemi:
| - b = [mb] - c = [ð] - d = [nd] (di = [ndʒi]) - f = [f] - g = [ŋ] - j = [tʃ] ~ [ndʒ] - k = [k] - l = [l] - m = [m] | - n = [n] - p = [p] - q = [ŋɡ] - r = [r] - s = [s] - t = [t] (ti = [tʃi]) - v = [β] - w = [ɰ] - y = [j] o silente |

Inoltre, il digramma dr sta per la consonante postalveolare [nd], o una vibrante prenasale  [ndr] nella pronuncia corretta, o per alcuni dialetti.
Le vocali a e i o u hanno più o meno i loro stessi valori IPA, [a ɛ~e i ɔ~o u].  La differenza di lunghezza di vocali non è usualmente indicata nella scrittura, eccezion fatta per dizionari e libri di apprendimento della lingua, dov'è indicata da un macron sulla vocale in questione; i dittonghi sono ai au ei eu oi ou e iu, pronunciati rispettivamente [ɛi ɔu ei eu oi ou iu].

## Sintassi
L'ordine normale delle parole della lingua figiana è Verbo Oggetto Soggetto (VOS):
- E rai-c-a na no-na vale na gone.
- Vede la sua casa il bambino
- Ordine SVO: Il bambino vede la sua casa

## Dibattito sull'ufficialità della lingua
Tra maggio e giugno 2005, alcuni figiani di rilievo chiesero di aggiornare lo status del figiano. Era lingua ufficiale dalla Costituzione del 1997, che l'aveva designata come tale insieme all'inglese e all'hindustani (termine che indica l'hindi figiano), ma tuttora non è una lingua obbligatoria nelle scuole.
L'allora ministro dell'educazione, Ro Teimumu Kepa, ha sostenuto la richiesta al fine di darvi più rilevanza, così come aveva fatto il presidente del Great Council of Chiefs Ratu Ovini Bokini, il direttore dell'Institute of Fijian Language and Culture, Misiwini Qereqeretabua, ed Apolonia Tamata, il docente di linguistica all'Università del Pacifico del Sud di Suva. In particolare questi ultimi hanno affermato che il riconoscimento della lingua figiana è essenziale all'identità nazionale, come fattore unificante della società multiculturale delle Figi.
Anche il leader del partito labourista delle Figi Mahendra Chaudhry aveva sostenuto la causa del figiano come lingua nazionale e lingua obbligatoria nelle scuole, a patto che lo stesso status fosse dato anche all'hindustani.